# Deutscher Hof (Finsternthal)

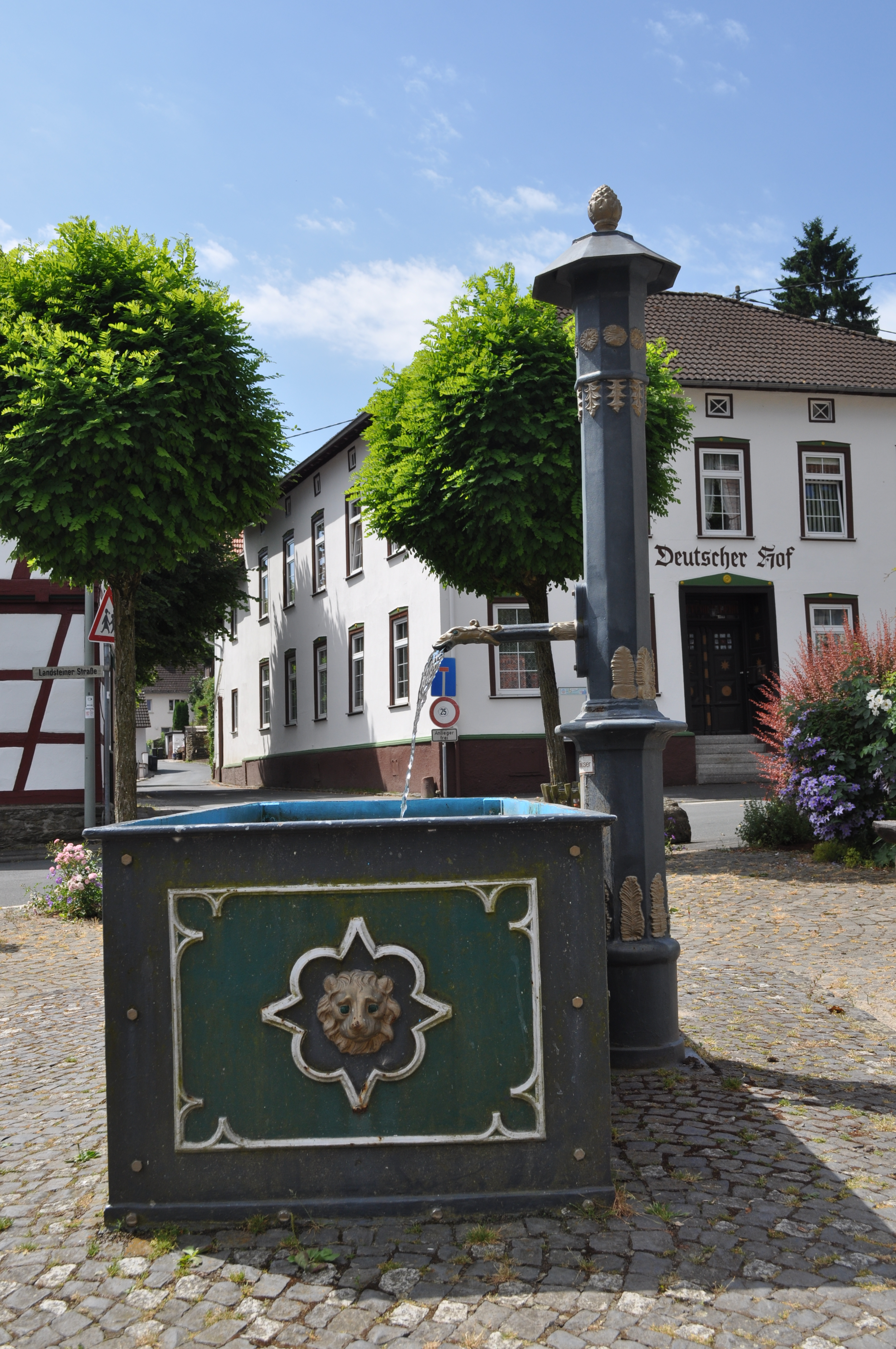
Deutscher Hof hinter dem Brunnen

Der ehemalige Deutsche Hof in Finsternthal war ein Gasthof und steht heute unter Denkmalschutz.

## Geschichte
An der Stelle des heutigen Gebäudes im Zentrum (Adresse: Landsteiner Straße 5) des kleinen Dorfes Finsternthal (einem Ortsteil der Gemeinde Weilrod im Hochtaunus) stand vorher eine Landschänke, die im Rahmen des Neubaus abgerissen wurde. 1865 erbaute Gottfried Leher (1817–1895) das heutige Gebäude als landwirtschaftlichen Hof mit angeschlossener Gastronomie und Fremdenzimmern. Nach dem Tod des Bauherren übernahm dessen Sohn Gottlieb Leher das Anwesen. In den 1920er Jahren erweiterte und modernisierte er den Deutschen Hof. Die fünf Fremdenzimmer erhielten fließendes Wasser und WCs.
Am 31. März 1945 eroberte die US-Armee Finsternthal. Bei den Gefechten wurde der Ort beschossen und das Dach des Deutschen Hofes zerstört. Nach dem Wiederaufbau wurde der Deutsche Hof noch bis 1993 als Gasthof genutzt. Heute dient das Haus privaten Zwecken.

## Gebäude
Das Gebäude steht sowohl als Teil der Gesamtanlage Alt-Finsternthal als auch als Einzelobjekt unter Denkmalschutz. Es liegt am Schnittpunkt der beiden Hauptverkehrsachsen des Ortes. Gemeinsam mit dem Alten Rathaus bildet es die Kopfseite des an der Kreuzung entstandenen zentralen Platz des Ortes. Das Hauptgebäude ist das Eckhaus Landsteiner Straße/Schmittener Straße. Es ist ein zweigeschossiger verputzter Bau mit einem Walmdach und einer durch fünfachsig- (Schmittener Straße) bzw. sechsachsig (Landsteiner Straße) durch Fenster gegliederten Fassade. Der Eingang ist von der Landsteiner Straße über Stufen zu erreichen. Die hölzerne Haupttür stammt aus der Bauzeit und trägt den Namen des Bauherren Gottfried Lehr und in Schmiedeeisen das Baujahr 1865.
Neben dem Hauptgebäude gehören eine Reihe von Nebengebäuden zum Anwesen, die sich um einen Hof gruppieren. Die geschlossene Hofanlage ist über ein Tor von der Landsteiner Straße erschlossen.